# Siptah
Siptah byl synem Sethiho II. Jeho matkou ovšem nebyla velká královská manželka Tausret, ale králova syrská konkubína Sutailja. Trůnu se ujal ve věku ~10 let, formálně vládl ~5 roků v letech 1197–1193 př. n. l.

## Nástupnictví

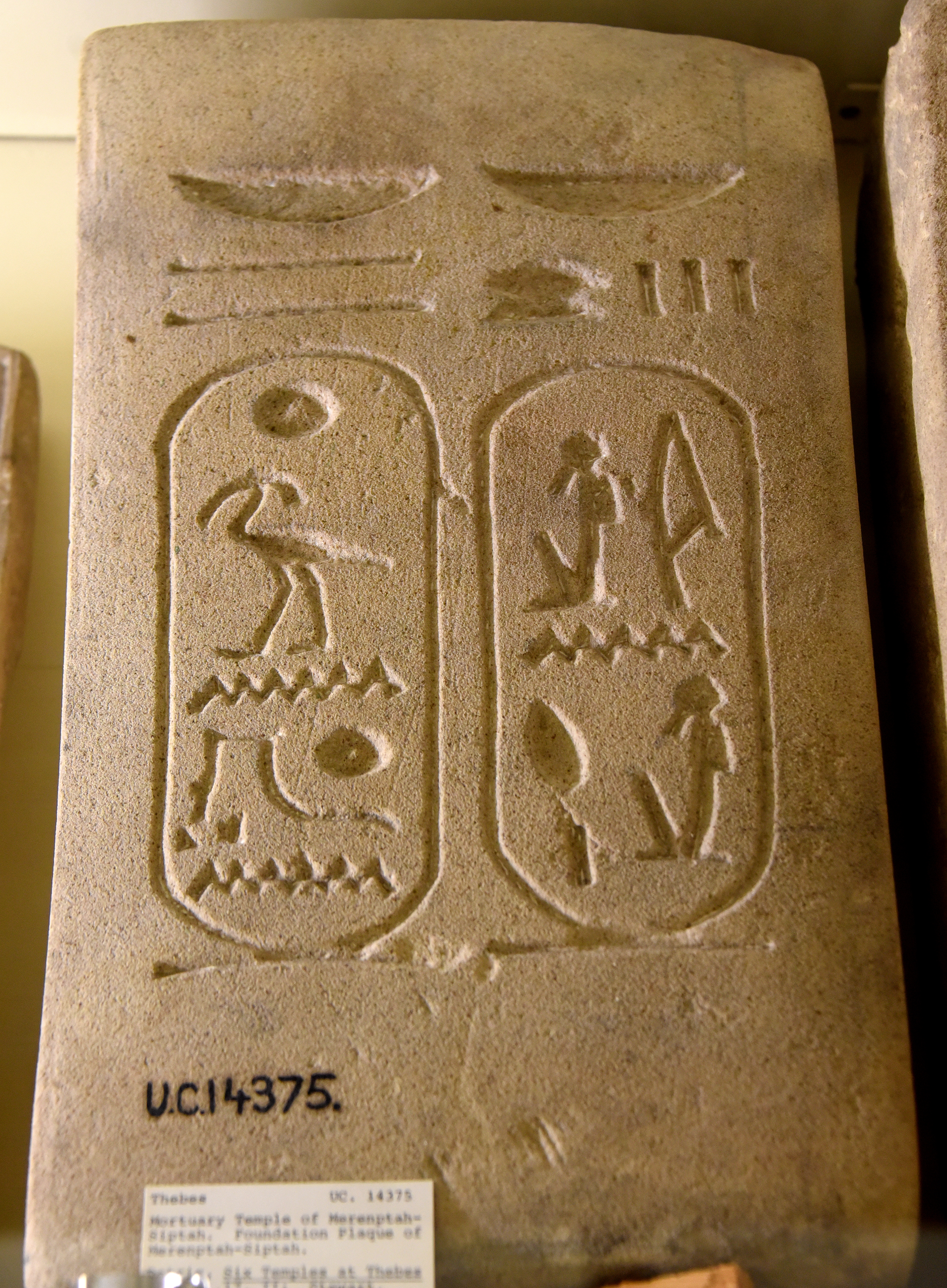
Kartouše Merenptah-Siptah v zádušním chrámu v Thébách

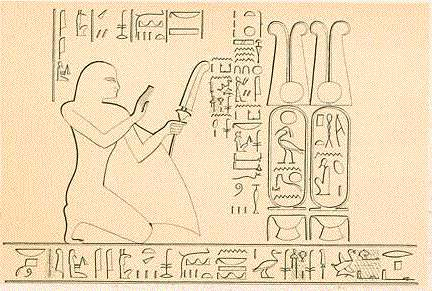
Syn krále v Nubii v Sahel

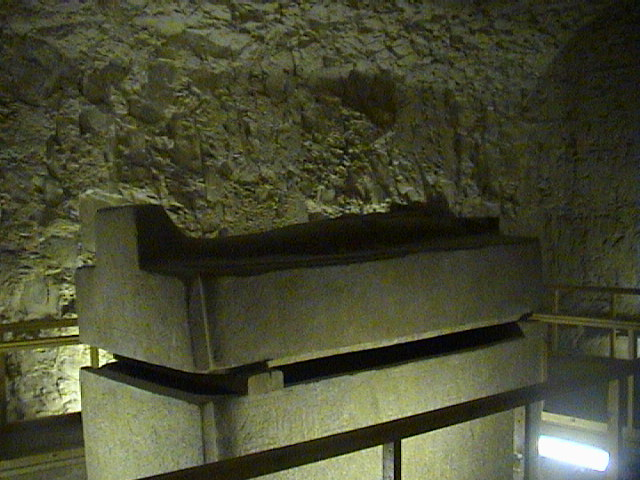
Sarkofag Siptaha v KV47

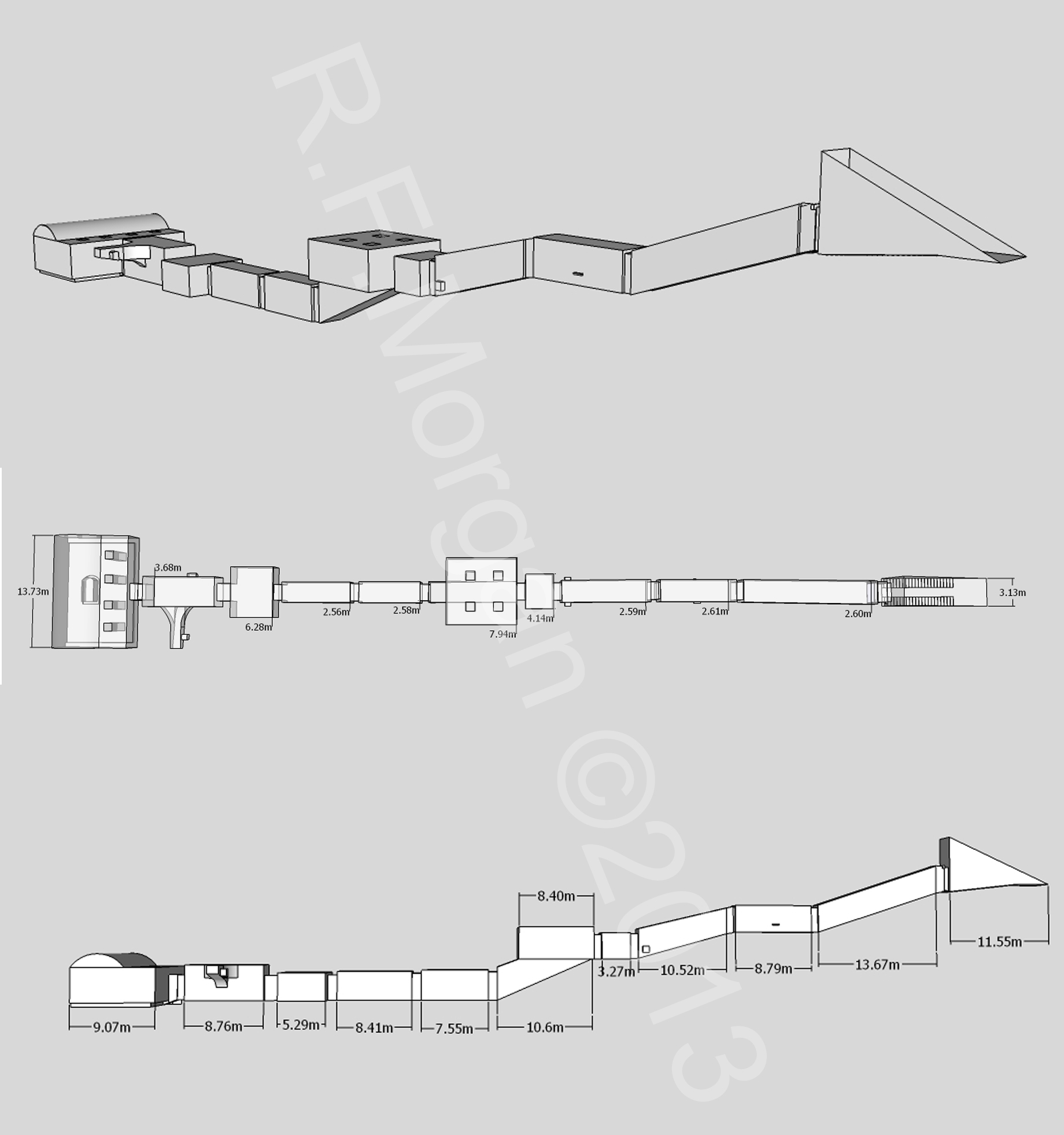
Isometrické schéma KV47; celková délka ~128 m

Po smrti Setiho II. se odehrávaly nepřehledné snahy uchopit moc a získat trůn faraona. Ve hře bylo několik osob, či vzájemně soupeřících vlivných skupin. Za nejistých okolností a intrik byl ze hry vyřazen syn Setiho II. princ Seti-Merenptah (Schneider dokládá jeho smrt v prvním roce po úmrtí otce Setiho ). Dalším byl vezír Bay Velký správce pečeti a také Královský komorník, který měl významný vliv již za vlády Setiho II.. Za jeho vlády udržoval diplomatické vztahy s okolními vládci; je doložena jeho korespondence s chetitským králem Ammurabim (1197–1992). V neposlední řadě to byla vdova po Settim Tausret. Zároveň se hledal mužský následník, našel se Siptah ve věku 10 let. Královna vdova Tausret se ujala regentství a s podporovou vezíra Baye řídila říši po dobu nejméně 2 let. Ambiciozní vezír Bay, který nástupnictví režíroval a Tausret podporoval v její regentské roli, později, asi 4. roce vlády jeho ambice vzrostly natolik, že Tusret zvolila spojenectví s faraonem Siptahem. Vzájemné znepřátelení s vezírem Bayem dramaticky, v 5. roce vlády, vyústilo v popravu Baye. V ~5. roce vlády Siptah ve věku asi 16 let umírá (věk úmrtí potvrdil i antropologický průzkum Siptahovy mumie). Faraon byla pohřben ve hrobce KV47, později byla mumie přemístěna a nalezena v KV35.

## Vláda
Jeho vláda, které trvala asi 6 let byla poznamenána jeho fyzickým stavem. Podle antropologického průzkumu jeho mumie měl vrozenou (s dědičnou predispozicí) vybočení nohy, uvádí se i možnost dětské obrny s omezenou pohyblivostí (celebral pulsy). I tak musely být jeho oslavné činy vyznačeny zápisy, když v prvním roce vlády vykonal expedici do Núbie (nebo byla provedena pod jeho jménem)
Nápisy na jižní stěně v Abu Simbel oslavují jeho činy. Podobné jsou nápisy na skalní stěně poblíž Assuanu.
 Příklad: 
| „               | ’’’’Díky Amonu! Může dát život, prosperitu a zdraví KA královského posla ke každé zemi, společníkovi k nohám Pána dvou zemí, díky milovanému Horu v paláci krále, prvnímu vozataji jeho majestátu, Rekhpehtuf (Rb-phtw'f). Jeho pán přišel ustanovit královského syna v Nubii, Setiho, na svém místě, v roce I. Pána dvou zemí, Ramsses-Siptah. | “ |
| — Breasted §642 | |   |

Přímý podíl Siptaha na dění v zemi byl ve skutečnosti dost omezený, vládu vykonávali Tausret s vezírem Bayem, kterého ovšem asi ve čtvrtém roce vlády Tausret zavrhla a zřejmě se i podílela na jeho exekuci. Překážel v mocenském boji o následnictví po Siptahovi.

## Hrobka
Hrobka KV47     byla objevena a Ayrtonem 1905 a její popis vydal Davis v roce 1908.  Je vyzdobena postavou Siptaha před bohem Re , pohřebními texty a  texty z Knihy uctívání Rea na západě. Zachoval se sarkofág, mumie byla po velkém sestěhování nalezena v 1898 v hrobce KV35.